# 31491 Demessie
31491 Demessie è un asteroide della fascia principale. Scoperto nel 1999, presenta un'orbita caratterizzata da un semiasse maggiore pari a 2,4570399 au e da un'eccentricità di 0,0058501, inclinata di 3,13302° rispetto all'eclittica.
L'asteroide è dedicato allo studente statunitense Bluye DeMessie.